# 1974

## أحداث
- بداية حرب كردستان العراق 1974 - 1975 في 1974 والتي انتهت في 1975.
- نهاية حروب البرتغال الاستعمارية في 1974 والتي بدأت في 1961.

### فبراير
14 فبراير - انضمام الصومال إلى جامعة الدول العربية.

### مارس
- 1 مارس - فضيحة واترغيت

### يونيو
13 يونيو - أستقالة الرئيس اليمني عبد الرحمن الأرياني وتولي إبراهيم محمد الحمدي الحكم في الجمهورية العربية اليمنية
- 29 يونيو - إيزابيلا بيرون زوجة الرئيس خوان بيرون تقسم اليمين كأول رئيسة لجمهورية الأرجنتين.

### يوليو
- 20 يوليو - تركيا تبدأ اجتياحها لقبرص

### أغسطس
- 10 أغسطس - أعلنت البرتغال عن خطة مدتها عامان لمنح الاستقلال لأنجولا.
- تأسيس الصندوق السعودي للتنمية

### نوفمبر
- 28 نوفمبر - بداية الحرب الأهلية الإثيوبية.

### ديسمبر
- 22 ديسمبر - 59% من سكان جزر القمر يؤيدون في استفتاء الاستقلال عن فرنسا.

## مواليد
- أحمد الشافعي
- أحمد المطيري
- أرييل أورتيغا
- ألانيس موريسيت
- الزين الصباح
- ألبيرتو ماركوس ري
- ألساندرو دل بييرو
- أليسن هانيغان
- أمبير فاليتا
- أندري أويير
- أندري رجولينا
- أندريه بافل
- أندي تود
- أوغستين ديلغادو
- أوكا نيكولوف
- أوليسس دي لا كروز
- أوليفر داكورت
- أيمي أدامز
- إلهام الفضالة
- إميليو خوسيه فيكييرا
- إيان بيرس
- إيفا ميندز
- إيفان كامبو
- إيكي نورجانة
- إيمي أدامز
- المهدي بن سليمان
- بابلو بينيلوس كارو
- بافل بوغالو
- بانكسي
- بدر الشريعان
- بدران الشقران
- براين بالويي
- بلال فضل
- بول سكولز
- بيت الله محسود
- بينيلوب كروز
- ترانه جوانبخت
- تشارلز أكونور
- تومر ميتن
- توني وارنر
- تيدي ريتشيرت
- تيم هينمان
- جان كريستوف روفير
- جمال مبارك (لاعب كرة قدم)
- جوفانا ميدزوجورنو
- جيرمي سيستو
- جيروم ليروي
- جيمس بلانت
- جينا جيمسون
- جيوفاني ريبيسي
- حكيم زلوم
- خافي نافارو
- خالد الفضلي
- خليلو فاديغا
- خواكين فينيكس
- خوليو كروز
- عبد الله بن علوش
- عبد الرحمن عادل الشمري
- دادو برشو
- دافيد (لاعب كرة قدم)
- دافيدي بومبارديني
- دونالد فيزن
- ديجان ستيفانوفيتش
- ديفيا بهارتي
- ديفيد جمالي
- ديفيد سوميل
- ديفيد زيبيدا
- دييغو كليموفيتش
- راديك كيرني
- رانيا يوسف
- رايموند كالا
- رشيد والاس
- رضا العبد الله
- روبرت كوفاتش
- روبرت ناوسب
- روبي سافاج
- روبي ويليامز
- روبيرتو كولومبو
- رونان لوكروم
- ريما خشيش
- ريوكا يوزوكي
- زي روبرتو
- سافيو
- ساندرا فولكر
- ستيف مارليت
- ستيفان هينتشوز
- ستيلوس جياناكابولوس
- سلاف فواخرجي
- سندهيل رامامورثي
- سوزان عليوان
- سول كامبل
- سيث غرين
- سيرجي ريبروف
- سيرجيو كونسيساو
- سيلفان ويلتورد
- سيلفينيو
- سيمون إليوت
- شارون دين آدل
- صهيب الملكاوي
- عادل النفزي
- عبد الجبار خمران
- عبد العظيم محمد
- عبير الوزان
- عصام تليمة
- علي مصابيح
- عماد بن يونس
- عمر بارو
- غازيكا مندييتا
- غرايام مورتي
- غلين موس
- غولينه أتاي
- فتحي الميساوي
- فريد غازي
- فريديريك باتويلارد
- فريديريك دا روكا
- فريديريك فوريت
- فلاديمير بيستشاستنخ
- فلافيو روما
- فلوريان موريس
- فميكو أوريكاسا
- فيرنر إيشاوير
- فيسينتي مورينو
- فيصل باجي
- فيكتوريا بيكام
- كارلا بيترسون
- كايل إيبير
- كريستيان بيل
- كريستيان ستيليني
- كريم باقري
- كوستينها
- كونستانتيوس تشالكياس
- كيمبو سلايس
- كينتارو إيتو
- لاسينا دياباتي
- لطفي دوبل كانون
- لورينزو سكويزي
- لويس دييغو لوبيز
- لي كارسلي
- ليزلي بيب
- ليوناردو دي كابريو
- محمد علي الحسيني
- مبارك الخجمه
- ماتياس يونسون
- ماتيو غوالدالبين
- ماثيو ماكفادين
- مارتشيلو سالاس
- مارك فش
- مارلي شيلتن
- ماسي أوكا
- ماسيمو مارازينا
- ماكس تونيتو
- مايكل سنو (محامي)
- مقتدى الصدر
- مروى (مغنية)
- معتز عبد الله
- مهند حسن الشاوي
- موريس غرين
- موسى حجيج
- ميلاني سي
- ناجما
- ناز
- ناصر السوحي
- نسيم حميد
- نسيم عكرور
- نواف المرطة
- نواف عودة
- نورا الصقلي
- نولبيرتو سولانو
- نونو فالينتي
- نيك بارمبي
- نيكولا أموروزو
- نيكولا بافاريني
- نيللي كريم
- هانز يورغ بوت
- هريتيك روشان
- هشام الكروج
- هيا بنت الحسين
- هيرفيه أليكارت
- هيفاء بنت عبد الرحمن المنصور
- هيلاري سوانك
- وائل كفوري
- وهاب دوبل كانون
- ويلي غروندين
- يارنو ترولي
- ياسميلا زبينيتش
- يانغ تشين
- يانيك فيتشر
- يسبر بلومكفيست
- ينز نوفوتني
- يوردي كرويف
- فيصل العدواني

### يناير
- 1 يناير - سلطان العجلوني، مقاوم أسير أردني في السجون الإسرائيلية.

### فبراير
- 6 فبراير - هيرويوكي يوشينو، مؤدي أصوات ياباني.
- 25 فبراير - شوتارو موريكُبو، مؤدي أصوات ياباني.

### مارس
- 28 مارس - دايسكي كيشيو، مؤدي أصوات ياباني.
- 29 مارس - يومي ماتسوزاوا، مغنية يابانية.

### أبريل
- 28 أبريل - إيريك فايل، مؤدي أصوات أمريكي.

### يونيو
- 13 يونيو - تاكاهيرو ساكوراي، مؤدي أصوات ياباني.

### يوليو
- 1 يوليو - رنا جمول، ممثلة سورية.

### أغسطس
- 3 أغسطس - مهند حسن الشاوي، شاعر عراقي.
- 4 أغسطس - عمر القزابري، إمام مسجد الحسن الثاني.

### سبتمبر
- 7 سبتمبر - هيروكي تاكاهاشي، مؤدي أصوات ياباني.
- 8 سبتمبر - نوبويوكي كوبوشي، ممؤدي أصوات ياباني.
- 12 سبتمبر - كينيتشي سزمرا، مؤدي أصوات ياباني.
- 15 سبتمبر - وائل كفوري، مغني لبناني.
- 16 سبتمبر - ساتورو كوساكي، ملحن ياباني.

### أكتوبر
- 24 أكتوبر - جون بُرغماير، مؤدي أصوات أمريكي.

### نوفمبر
- 8 نوفمبر - ماساشي كيشيموتو، رسام مانغا ياباني.
- 27 نوفمر - ويندي هوفيناجيل، دراجة سباق إيرلندية شمالية.

## وفيات
- ناصر بن سعود بن عبد العزيز آل سعود، أمير سعودي.
- أحمد الخميس
- أمين الحسيني
- إرون آديرز
- إينا زايدل
- بار لاغركفيست
- بالدور فون شيراخ
- باولا لودفيج
- بديعة مصابني
- بشير حمد شنان
- بيل فينغر
- تشارلز لندبرغ
- جاكوب برونوفسكي
- جورج بومبيدو
- جيمس تشادويك
- جيمس جي برادوك
- حسن البارودي
- حسني الحديدي
- رمسيس ويصا واصف
- شاذل طاقة
- عبد الحميد شومان
- علال الفاسي
- غيورغي جوكوف
- فيتوريو دي سيكا
- فيريرا دي كاسترو
- كارين سيلكوود
- كال دالتون
- كوبا شعبان
- لويس كان
- ليف كنيبر
- ليلى قاسم
- ماري لويزه فلايسر
- محمد أبو زهرة
- محمد أحمد نعمان
- محمد إدريس الكاندهلوي
- محمد الأمين الشابي
- محمد الأمين الشنقيطي
- محمود البياتي
- محمود سيف الدين الإيراني
- مصالي الحاج
- ميغل أنخل أستورياس
- نجيب باشا محفوظ
- نك درايك
- هنري نيكولون ديزابييه
- والتر برينان
- يو ثانت

### يناير
- 2 يناير - عبد الحميد جودة السحار، مؤلف وكاتب مصري.

### مارس
- 3 مارس - ميخائيل تيخونرافوف مهندس طيران وفضاء سوفيتي.
- 31 مارس - كارل هوهمان مدرب ولاعب كرة قدم ألماني.

### أبريل
- 1 أبريل - قاسم محمد الرجب - مؤلف وكاتب عراقي.

### أغسطس
- 31 أغسطس - علي بن عبد الله آل ثاني - الحاكم الرابع لقطر.

## نال جائزة نوبل
- في الفيزياء – البريطانيان مارتين رايل وأنتوني هويش.
- في الكيمياء – الأمريكي بول جون فلوري.
- في الطب – البلجيكيان ألبير كلود وكريستيان دو دوف والأمريكي جورج بالاد.
- في الأدب – السويديان إيفند جونسون وهاري مارتنسون.
- في السلام – الإيرلندي شون ماكبرايد والياباني إيساكو ساتو.
- في الإقتصاد – السويدي غونار ميردل والنمساوي فريدريك هايك.

## تأسيس
- تأسست وزارة النقل في سورية في 23 أيلول/سبتمبر 1974.